# 國立小鹿島病院
34°30′42″N 127°07′17″E / 34.511612°N 127.121371°E
國立小鹿島病院（韓語：국립소록도병원），是位於韓國全羅南道高興郡的漢生病療養院，距離鹿洞港（녹동항）約600公尺，建於1916年，當時為朝鮮日治時期，初名小鹿島慈惠醫院，1957年更名小鹿島更生院，1986年改名為國立小鹿島病院。
日本實行殖民統治時期，麻瘋病患者被強制隔離在院內，並進行強制絕育和強制墮胎等違反人權行為。 院民最多達6000人。在昭和16年（1941年）年報中指出，當時的療養院管理單位，禁止院民育有下一代，現院區內還保有當時節育的手術台。

## 外部連結
- 國立小鹿島病院 （页面存档备份，存于）